# Arleta Podolak
Arleta Podolak, née le 24 octobre 1993, est une judokate polonaise.

## Palmarès

### Championnats d'Europe
- Championnats d'Europe 2014 à Montpellier ( France) :
  -  Médaille de bronze en équipes.

### Grands tournois
- Vainqueur en 2016 du Tournoi d'Almaty en moins de 57 kg.
- Vainqueur en 2016 du Tournoi de Varsovie en moins de 57 kg.